# Challenger de Midland 2022
El Dow Tennis Classic 2022 fue un torneo de tenis profesional jugado en canchas duras. Fue la 28ª edición del torneo y formó parte de los Torneos WTA 125s en 2022. Se llevó a cabo en Midland, Estados Unidos, entre el 31 de octubre al 6 de noviembre de 2022.

## Cabezas de serie

### Individuales
| Tenista          | Ranking | Preclasificada |
| Shuai Zhang      | 24      | 1              |
| Madison Brengle  | 51      | 2              |
| Lin Zhu          | 62      | 3              |
| Yue Yuan         | 83      | 4              |
| Camila Osorio    | 86      | 5              |
| Varvara Gracheva | 94      | 6              |
| Caty McNally     | 108     | 7              |
| Moyuka Uchijima  | 109     | 8              |

- Ranking del 24 de octubre de 2022

### Dobles
| Tenista                               | Ranking | Preclasificada |
| Asia Muhammad Alycia Parks            | 105     | 1              |
| Sophie Chang Angela Kulikov           | 118     | 2              |
| Kaitlyn Christian Lidziya Marozava    | 129     | 3              |
| Catherine Harrison Sabrina Santamaria | 167     | 4              |

## Campeonas

### Individuales femeninos
Caty McNally venció a  Anna-Lena Friedsam por 6–3, 6–2

### Dobles femenino
Asia Muhammad /  Alycia Parks vencieron a  Anna-Lena Friedsam /  Nadiia Kichenok por 6–2, 6–3